# آلتونا (ویسکانسین)
آلتونا، ویسکانسین  (به انگلیسی: Altoona) شهری در شهرستان ایو کلیر ایالت ویسکانسین است که در سال ۱۸۸۷ بنیان‌گذاری شده‌است. این شهر طبق سرشماری سال ۲۰۱۰ میلادی ۶٬۷۰۶ نفر جمعیت داشته‌است.